# Bombe Orsini

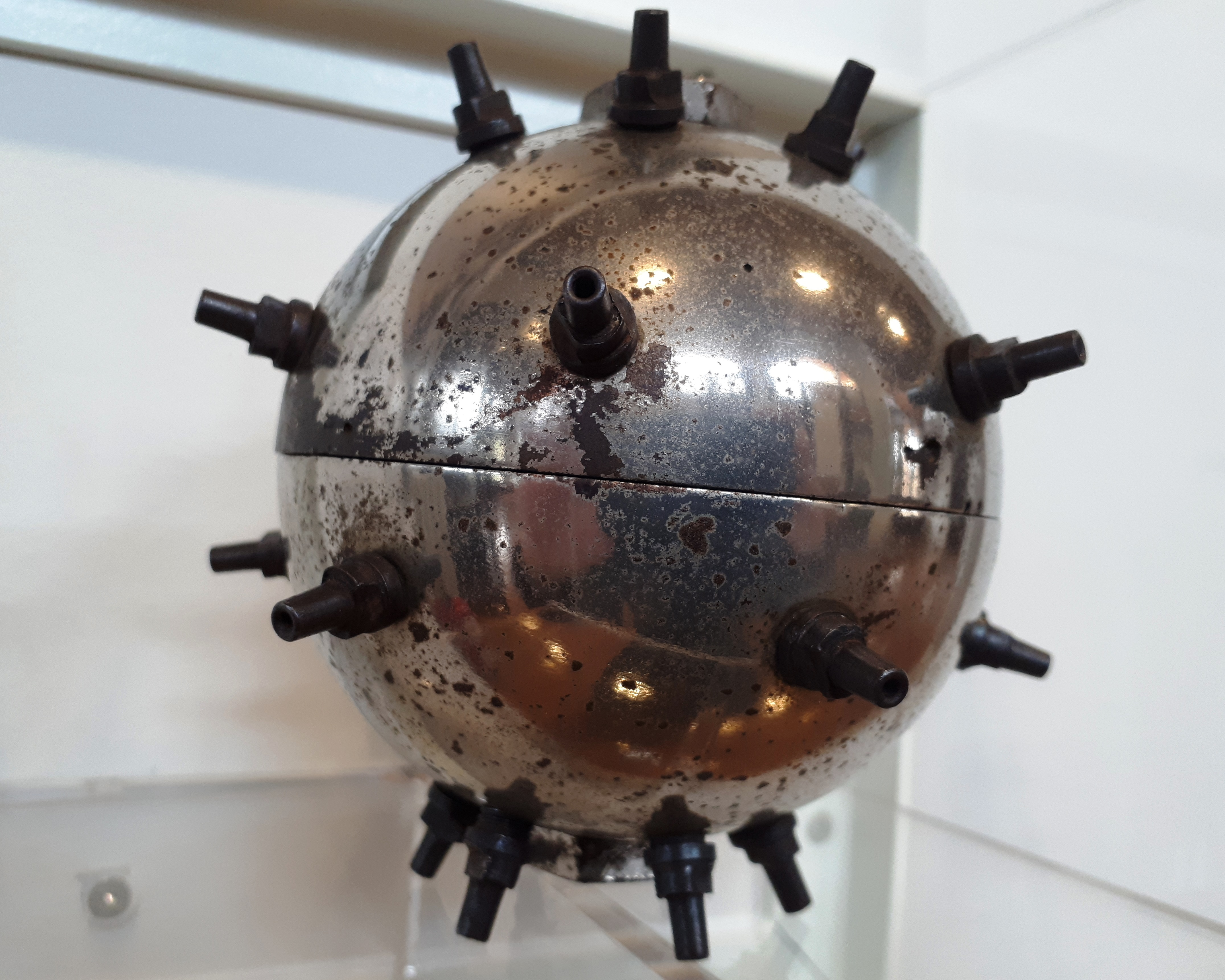
Bombe Orsini non explosée, conservée au Musée d'histoire de Barcelone (MUHBA).

Une bombe Orsini est un engin explosif improvisé terroriste utilisé comme une grenade à main, généralement sphérique qui, au lieu d'utiliser une fusée ou tout autre système temporisé pour son activation, est entourée d'une série de petites capsules remplies de fulminate de mercure. L'impact de la bombe lancée à la main contre un obstacle solide, quel que soit son angle, provoque le déclenchement des capsules (détonation) et par conséquent celui de la bombe entière.

## Description
La bombe a un design unique pour son époque, et au lieu d'avoir un fusible ou une minuterie, la bombe a de nombreuses broches autour d'elle. Les broches sont remplies de fulminate de mercure et lorsqu'elles détectent un contact sous n'importe quel angle avec un objet, cela déclenche immédiatement la détonation.
À l'origine, la charge explosive est électrocutée avec du mercure qui, pour le même poids, a une puissance plus élevée que la poudre à canon normale : l'obus de la bombe se brise en éclats suffisamment petits pour qu'ils perdent rapidement leur efficacité, en particulier contre les vêtements lourds. Les bombes utilisées par les Garibaldiens étaient plutôt remplies de poudre à canon normale.

## Histoire

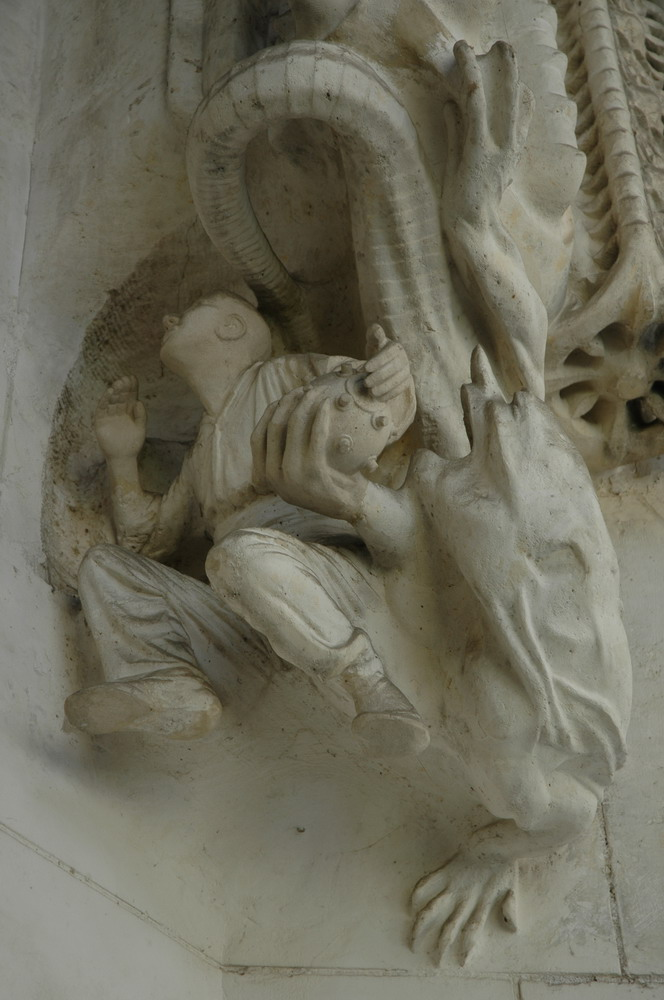
Sculpture d'Antoni Gaudí sur la façade de la Sagrada Família, dans laquelle un démon tend une bombe Orsini à un ouvrier anarchiste.

La bombe a été inventée par le patriote et conspirateur italien Felice Orsini à la fin de 1857, un exilé vivant en Angleterre, tandis que le boîtier de la bombe est fabriqué par l'armurier anglais Joseph Taylor, à qui Orsini demande  six exemplaires de la bombe qu'il a lui-même conçue. La bombe, en fonte, est imaginée et créée à Birmingham, en Angleterre, puis testée à Putney, ainsi que dans certaines carrières de Sheffield et du Devonshire avec le consentement du radical français Simon Bernard. Après des tests approfondis, Taylor fournit les bombes à Orsini qui les introduit clandestinement en France déguisées en « machines à gaz ».
Taylor affirme plus tard qu'il pensait que l'engin était un véritable engin explosif d'une conception nouvelle.

## Attaques à la bombe Orsini
La bombe est créée à l'origine pour tenter de tuer Napoléon III en 1858. Cet acte et la conception des bombes peuvent avoir été inspirés par une précédente tentative de tuer Napoléon Ier en 1800 avec un explosif improvisé. Orsini crée 12 bombes pour le complot. Le plan était que lui et trois autres complices lancent quatre bombes sur l'Empereur lorsqu'il sortirait de sa voiture. Le 14 janvier 1858, Felice Orsini lance trois de ses bombes contre le carrosse impérial de l'empereur, sans le tuer, causant la mort de huit personnes et en blessant 142 autres, dont Orsini lui-même,.
Lors des soulèvements Garibaldino de 1864 dans le Frioul, deux forgerons de Trévise préparent 550 bombes en alliage de zinc et d'antimoine dans une grotte (Fous di Marcat) juste au nord de Meduno qui sont utilisées par les insurgés pour se défendre des troupes autrichiennes lorsqu'ils sont encerclés dans les montagnes.
La bombe Orsini est ensuite souvent utilisée par les anarchistes lorsqu'ils ne peuvent pas obtenir de dynamite dans plusieurs complots.
Le 7 novembre 1893, pour venger l'exécution de l'anarchiste Paulí Pallás, qui a jeté une bombe contre le général Arsenio Martínez Campos, l'anarchiste espagnol Santiago Salvador lance deux bombes Orsini dans la foule du Grand théâtre du Liceu de Barcelone. Une seule bombe explose, tuant 22 personnes et en blessant 35 autres. Par coïncidence, les bombes ont été lancées dans le public lors de l'opéra de Gioachino Rossini Guillaume Tell, qui est la même œuvre que l'empereur Napoléon III et sa femme allaient voir lors de l'attentat par Orsini plus de 35 ans plus tôt. La bombe non explosée a été exposée en 2007 à Amsterdam au musée Van Gogh lors d'une exposition sur Barcelone au début des années 1900. Elle est conservée au Musée d'histoire de Barcelone (MUHBA).
Ces armes sont assez couramment utilisées par les anarchistes dans la seconde moitié du XIXe siècle en Europe, et des bombes excédentaires sont également utilisées par la Confédération pendant la guerre de Sécession. La conception rappelle les grenades à fusion à impact modernes, telles que les grenades à main soviétiques RGO. Les bombes Orsini ont été conçues pour supprimer « l'incertitude des armes à fusion à combustion lente ». Une bombe Orsini a ainsi été déterrée dans l'Arkansas dans les années 1950, qui aurait été utilisée pendant la guerre civile par la Confédération. De nombreux types de grenades improvisées ont été utilisés pendant la guerre civile et la bombe Orsini était bien connue pour être copiée ou acquise à partir de modèles français excédentaires.
Le 31 mai 1906, l'anarchiste Mateo Morral lance une bombe sur la voiture royale du roi Alphonse XIII et de la reine Victoire-Eugénie de Battenberg au numéro 88 de la Calle Mayor de Madrid, tuant 28 personnes et en blessant plus d'une centaine.
Antoni Gaudí a inclus le détail d'un daimôn donnant une bombe Orsini à un ouvrier dans les décorations extérieures de la basilique de la Sagrada Família, la sculpture s'appelle La Tentación del Hombre,.